# Петросянц, Тигран Рудольфович
Тигра́н Рудо́льфович Петрося́нц (арм. Տիգրանի Ռուդոլֆ Պետրոսյանց; 23 декабря 1973, Ереван, Армянская ССР, СССР) — армянский футболист, полузащитник.

## Карьера

### В сборной
Дебютировал за сборную 3 марта 1999 года в матче против польской команды.

## Достижения
«Черноморец» (Новороссийск)
- Финалист Кубка Премьер-лиги: 2003